# Ich will leben (filme)
Ich will leben é um filme de drama austríaco de 1976 dirigido e escrito por Jörg A. Eggers. Foi selecionado como representante da Áustria à edição do Oscar 1977, organizada pela Academia de Artes e Ciências Cinematográficas.

## Elenco
- Kathina Kaiser - Antonia Mach
- Heinz Bennent - Wolfgang Mach
- Sonja Sutter - Lucille
- Alwy Becker - Gerlinde Schneiderhahn
- Signe Seidel - Astrid Preisach
- Claudia Butenuth - Eva Vrzal